# Jizelle Salandy
Jizelle Salandy, Giselle Salandy (ur. 25 stycznia 1987 w Siparia  – zm. 4 stycznia 2009) – trynidadzko-tobagijska bokserka.
Salandy urodziła się w Siparia w południowej części Trynidadu i Tobago. Zaczęła trenować boks w wieku 11 lat, gdzie została odkryta przez boksera Kima Quashie. Quashie skierował talent dziewczyny do Frizroya Richardsa, który został jej trenerem.
Miała wiele tytułów bokserskich na swoim koncie. Salandy na ringu zawodowym stoczyła 17 pojedynków - ostatni w drugi dzień Świąt Bożego Narodzenia 2008 - wszystkie wygrała w tym sześć przed czasem.
W marcu 2008 pokonała polską bokserkę Karolinę Łukasik w walce, w której stawką było aż sześć pasów mistrzowskich kategorii junior średniej.
Ostatnią walkę jaką stoczyła odbyła się 26 grudnia 2008 roku, kiedy pokonała Yahaira Hernandez z Republiki Dominikany.

## Śmierć
Salandy zginęła w wypadku samochodowym w dniu 4 stycznia 2009 roku, kiedy jej samochód rozbił się podczas jazdy do Port-of-Spain.